# هيو بلير غريسبي
هيو بلير غريسبي (بالإنجليزية: Hugh Blair Grigsby)‏ هو مؤرخ أمريكي، ولد في 22 نوفمبر 1806 في نورفولك في الولايات المتحدة، وتوفي في 28 أبريل 1881 في مقاطعة شارلوت في الولايات المتحدة.